# Czuwaszskije Ałgaszy
Czuwaszskije Ałgaszy (ros. Чувашские Алгаши) – wieś (dieriewnia) w Rosji, w Czuwaszji, w rejonie szumierlińskim. W 2010 liczyła 302 mieszkańców.